# Shōhei Aihara
Shōhei Aihara (japanisch 粟飯原 尚平 Aihara Shōhei; * 26. Mai 1996 in Hokkaido) ist ein japanischer Fußballspieler.

## Karriere
Aihara erlernte das Fußballspielen in der Jugendmannschaft von Consadole Sapporo und der Universitätsmannschaft der Kinki-Universität. Seinen ersten Vertrag unterschrieb er 2019 beim FC Gifu. Der Verein aus Gifu, einer Großstadt in der Präfektur Gifu auf Honshū, der Hauptinsel von Japan,  spielte in der zweiten japanischen Liga, der J2 League. Am Ende der Saison 2019 stieg er mit Gifu in die dritte Liga ab. Nach insgesamt 66 Zweit- und Drittligaspielen wechselte er im Januar 2022 zum Zweitligisten Roasso Kumamoto.